# Kevin Kleinberg
Kevin Louis Kleinberg (ur. 24 czerwca 1982 w Los Angeles) – amerykański aktor filmowy i telewizyjny, znany głównie z roli Tripa w serialu Power Rangers Time Force.